# Mouvement des Bonnets rouges
Pour les articles homonymes, voir Bonnet rouge.
Pour la révolte des Bonnets rouges de 1675, voir Révolte du Papier timbré
Le mouvement des Bonnets rouges est un mouvement de protestation apparu en Bretagne en octobre 2013, en réaction à la taxe poids lourds et aux nombreux plans sociaux de l'agroalimentaire. Cette mobilisation massive pour l’emploi et contre l’écotaxe en Bretagne déstabilise le gouvernement, au point de conduire le Premier ministre à annoncer, en moins de deux mois, une grande réforme fiscale et un « Pacte d'avenir pour la Bretagne ». Après deux grandes manifestations de masse à Quimper et à Carhaix-Plouguer en novembre 2013, il se prolonge sous la forme d'un collectif et de comités locaux.

## Origine

### Les alliances préalables
Parmi les événements précurseurs, il y a eu l'appel lancé le 18 juin 2013 à Pontivy, par trente responsables d'entreprise, pour demander l'allègement des impôts, la diminution des contraintes administratives et la suppression de l'écotaxe. Parmi les membres du CCIB se trouvaient Jakez Bernard, président du label « Produit en Bretagne », Alain Glon, président de l'Institut de Locarn, un think tank régionaliste, et ancien industriel de l'agroalimentaire, Olivier Bordais, gérant du supermarché Leclerc de Landerneau, Jean-Pierre Le Mat, président de la CGPME des Côtes-d'Armor, Jean Ollivro, professeur de géographie à l'université de Rennes 2, Jacques Jaouen, président de la Chambre d'agriculture de Bretagne, Jean-François Jacob, président de la société d'intérêt collectif agricole (SICA) de Saint-Pol-de-Léon.
L'entrée en action de la Fédération des syndicats d'exploitants agricoles du Finistère (FDSEA 29), présidée par Thierry Merret, et de celle des sections syndicales Force ouvrière des abattoirs Doux (poulet) et Gad (porc) a, ensuite, modifié la donne, car elle a abouti à une manifestation conjointe au cours de laquelle le portique de détection pour l'écotaxe, installé  à Guiclan, à l'ouest de Morlaix, a été mis à bas le 2 août 2013.
La jonction entre les agriculteurs (FDSEA 29 et Jeunes agriculteurs 29) et les ouvriers FO de Gad s'était concrétisée par une conférence de presse commune tenue le 16 juin 2013.
Très antérieurement, un millier de personnes s'étaient réunies pour distribuer des tracts au péage autoroutier de la Gravelle, le 4 février 2009, après le vote définitif de la loi sur « l'éco-redevance pour les poids-lourds ». Christian Troadec, conseiller général du Finistère, maire de Carhaix-Plouguer, et l'un des leaders politiques du mouvement des Bonnets rouges, qui est piloté par le collectif « Vivre, décider, travailler en Bretagne », y avait pris la parole. Thierry Merret, déjà président de la FDSEA 29, était également présent.
Dès le 16 juin 2013, la jonction s'était concrétisée par une conférence de presse commune,. Trois samedis de manifestation consécutifs (les 14, 21 et 28 octobre) sont décidés devant le portique écotaxe de Pont-de-Buis-lès-Quimerch sont décidés par les syndicalistes agricoles et le Comité de convergence des intérêts bretons (CCIB). La manifestation prendra de l'ampleur le 3e samedi, au cours duquel commencent les premières violences.
Début octobre, le tribunal de commerce de Rennes a décidé que les Abattoirs Gad de Lampaul-Guimiliau (Finistère), qui emploient 900 salariés sur le site, soumis à une forte concurrence européenne, doivent fermer tandis qu'en maintenu en activité de l'abattoir de Josselin, de la même société. Pour faire face au transfert de production entre les deux usines, une centaine d'intérimaires payés moins de 600 euros par mois et venus de Roumanie arrivent début octobre à Josselin, où les contrats en CDD ne sont plus renouvelés, sur fond de préparation d'une « directive d'exécution » européenne sur les travailleurs détachés. Le 21 octobre 2013, le quotidien «Le Télégramme» révèle que 350 salariés de Lampaul-Guimiliau en colère ont décidé d'occuper l'abattoir de Josselin. D'après les forces de l'ordre, environ 400 salariés en sont sortis, repoussant manu militari les manifestants venus de Lampaul, par "une bousculade assez vive et des échanges de coups".

### Apparition des Bonnets rouges
Les Bonnets rouges, si l'on prend comme élément concret le fait de s'en coiffer, ont fait leur apparition lors de l'assaut de plusieurs centaines de personnes contre le portique écotaxe de Pont-de-Buis le samedi 28 octobre 2013, action au cours de laquelle un manifestant a la main arrachée en ramassant une grenade lancée par les forces de l'ordre,. Les organisations qui sont à l'origine des trois samedis  de manifestation consécutifs (les 14, 21 et 28 octobre) pour atteindre le portique ont été, d'une part, les syndicalistes agricoles et, d'autre part, le Comité de convergence des intérêts bretons (CCIB). Ce même jour, Thierry Merret, président de la Fédération départementale des exploitants agricoles du Finistère, accompagné de ses collègues, prend la parole sur le terrain, à l'aide d'un mégaphone et appelle les manifestants à se rendre au « rassemblement régional » qui doit avoir lieu le 2 novembre à Quimper.
Quatre jours après, le portique a été démonté sur décision du gouvernement afin qu'il ne soit plus une cible et qu'ainsi la circulation sur un axe important (Brest-Quimper) ne soit plus désorganisée.

## Le collectif «Vivre, décider, travailler en Bretagne»

### Un nom et des symboles
En choisissant son nom, le collectif « Vivre, décider, travailler en Bretagne » remet sur le devant de la scène un slogan des années 1970 : c'est le syndicat CFDT qui scande le premier « Vivre et travailler au pays ». Ce slogan est ensuite repris par le Parti socialiste unifié (PSU) avant que l'Union démocratique bretonne (UDB) y ajoute le mot « décider » à la fin des années 1970. Le slogan « Vivre, décider, travailler au pays, votez communiste » est mentionné dans le numéro 34 de mars avril 1979 du journal de la section du Parti communiste de Carhaix, Le Bonnet Rouge.
Le bonnet rouge a quant à lui été choisi en référence à une révolte anti-fiscale de 1675 en Bretagne. Le drapeau breton Gwenn ha Du est mis en avant, certains arborant par ailleurs le premier drapeau breton Kroaz Du, le drapeau interceltique ou le drapeau du Pays nantais.
Le 8 mars 2014, les vexillologues Mikael Bodlore (graphiste et webmaster du mouvement) et Eric Léost, membre du comité des Bonnets rouges du Pays bigouden, présentent lors des États généraux de Bretagne, à Morlaix, un drapeau conçu pour représenter officiellement le mouvement. Cet étendard est « composé d'une croix de saint André qui rappelle celle des Écossais, symbole de leur victoire sur les Angles. Cette croix sur fond rouge est aussi un symbole de danger, celui qui menace la Bretagne dans son économie et ses emplois. Au centre, il y a un rond rouge qui symbolise le bonnet. La couleur rouge renvoie aussi au monde du travail ». Le spécialiste de l'étude des drapeaux précise qu'« il y a aussi les mouchetures d'hermine en forme de rose des vents qui indiquent que le mouvement concerne la Bretagne entière à cinq départements. Les hermines rappellent aussi qu'il s'agit d'un drapeau breton contre toute récupération du mouvement », .
L'hymne de la Bretagne, le Bro gozh ma zadoù, est entonné a cappella lors des grands rassemblements. La chanson La Blanche Hermine de Gilles Servat est également reprise d'une manière contestataire telle qu'elle le fut dans les années 1970. L'artiste l'interprète lors de son passage à Carhaix le 30 novembre 2013.

### Porte-paroles du collectif
- Christian Troadec, maire régionaliste divers gauche de Carhaix[PPR 7]
- Thierry Merret, agriculteur et président de la FDSEA du Finistère[PPR 7]
- Olivier Le Bras, ouvrier et délégué syndical Force ouvrière de Gad[PPR 7]
- Corinne Nicole, déléguée CGT de Tilly-Sabco

### Évolution politique
À la suite de la manifestation de Quimper, la manifestation du 30 novembre à Carhaix-Plouguer est appelée par le collectif « Vivre, décider, travailler en Bretagne » qui publie, le 11 novembre 2013,  une « Charte des Bonnets rouges », afin de se différencier des reprises du symbole du bonnet rouge par des personnes extérieures à la Bretagne. 
Ses demandes politiques  y sont résumées par la gratuité des routes bretonnes (suppression définitive de l'écotaxe), l'arrêt des distorsions de concurrence et du dumping social et la relocalisation des décisions en Bretagne, tout en précisant qu'il récuse « la haine et le rejet de l'autre », afin d'écarter les récupérations par l'extrême-droite. Selon Christian Troadec : « le FN est un poison pour la Bretagne et être Bonnet rouge c'est un antidote au FN ».
Le  5 décembre 2013, Christian Troadec lance une sorte d'ultimatum au gouvernement pour le lendemain, à midi. Beaucoup d'observateurs considèrent que c'est une grande maladresse[réf. souhaitée]. Le 22 décembre 2013, il appelle les Bonnets rouges à se joindre au mouvement d'opposition au projet d'aéroport de Notre-Dame-des-Landes, en allant manifester le 22 février 2014 à Nantes. Il invite : « les marins, les paysans, les ouvriers de l'agroalimentaire durement frappés par les licenciements, les petits entrepreneurs, commerçants, artisans, l'ensemble des citoyens qui refusent cette fracture territoriale à se mobiliser dès maintenant et à prendre part à ce qui aura toutes les chances d'être l'une des plus grandes manifestations de l'histoire de la Bretagne ». Le collectif « Vivre, décider, travailler en Bretagne », dont il est membre et principal porte-parole, invalide cet appel, en précisant que « dans ses prérogatives, il n'a pas à se positionner sur le projet d'aéroport de Notre-Dame-des-Landes », son leitmotiv étant « le maintien de l'emploi et du travail productif en Bretagne ».
Sur la base de la Charte des Bonnets rouges, des comités locaux des Bonnets rouges, qui sont aussi des associations de fait, ont été constitués partout en Bretagne historique (5 départements, dont la Loire-Atlantique) et des cahiers de doléances sont proposés à la rédaction de ceux qui le souhaitent, pour une synthèse dévoilée lors des États-Généraux de la Bretagne, le 8 mars 2014, à Morlaix.
Les journalistes et commentateurs locaux ont souligné que le mouvement initié en novembre est très disparate : « L'ensemble forme comme un trépied, […] des revendications syndicales et sociales fortes, face à la fermeture d'entreprises […], les agriculteurs de la FDSEA, à droite sur l'échiquier politique, qui demandent moins de contraintes administratives et pointent de la fourche la dictature écolo […], le vent régionaliste ou autonomiste porté par le maire de Carhaix, Christian Toadec, qui semble pousser des foules bigarrées aux couleurs des Bonnets rouges et des gwenn ha du, le drapeau breton. Enfin… une quatrième force : les patrons bretons, comme ceux de Produit en Bretagne ou de l'Institut de Locarn, réunis dans le Comité de convergence des intérêts bretons ».

### Une plateforme officielle et 11 revendications phares
Lors des États généraux de Bretagne, tenus à Morlaix le 8 mars 2014, le collectif « Vivre, décider, travailler en Bretagne » et les membres des 60 comités locaux des Bonnets rouges ont dévoilé « les 11 revendications phares », dont 7 ont été établies à partir du traitement informatique de plus de 14 000 doléances individuelles. Elles sont en majorité économiques et « régionalistes ».

## Actions militantes

### Manifestations et occupations de ponts
- 2 novembre 2013 : Quimper (entre 15 000 et 30 000 personnes)[PPN 9].
- 30 novembre 2013 : Carhaix (entre 17 000 et 40 000 personnes)[PPN 10].
- 5 janvier 2014 : opération « À chacun son pont » (350 à 400 personnes sur une quinzaine de ponts du Finistère, dont 120 sur le pont de Guiclan ; 130 sur 26 ponts dans les Côtes-d'Armor ; 121 sur 11 ponts dans le Morbihan ; 73 sur dix ponts en Ille-et-Vilaine ; une dizaine sur cinq ponts en Loire-Atlantique selon les gendarmes)[PPR 10].
- 25 janvier 2014 : entre 30 et 50 personnes manifestent sous le portique écotaxe de Jugon-Les-Lacs dans les Côtes-d'Armor[8], environ 200 personnes manifestent à Nantes pour fêter l'anniversaire de la Duchesse Anne de Bretagne[9].
- 15 février 2014 : environ 400 personnes s'installent sur la voie express N 165, juste à l'Est du portique écotaxe de Brech (Morbihan). Quatre personnes sont blessées, dont deux grièvement dans des incidents isolés entre forces de l'ordre et quelques individus [PPR 11].
- 8 mars 2014 : le collectif « Vivre, décider, travailler en Bretagne » organise les premiers États généraux de Bretagne au parc des expositions de Langolvas. Entre 3 000 et 5 000 personnes y participent[PPR 12].
- 14 juin 2014 : entre 1000 et 5000 personnes se rassemblent devant les 18 préfectures et sous-préfectures de Bretagne contre l'écotaxe, pour la réunification de la Bretagne, quelques affrontements éclatent à Morlaix[10].

### Portiques endommagés, démontés ou détruits

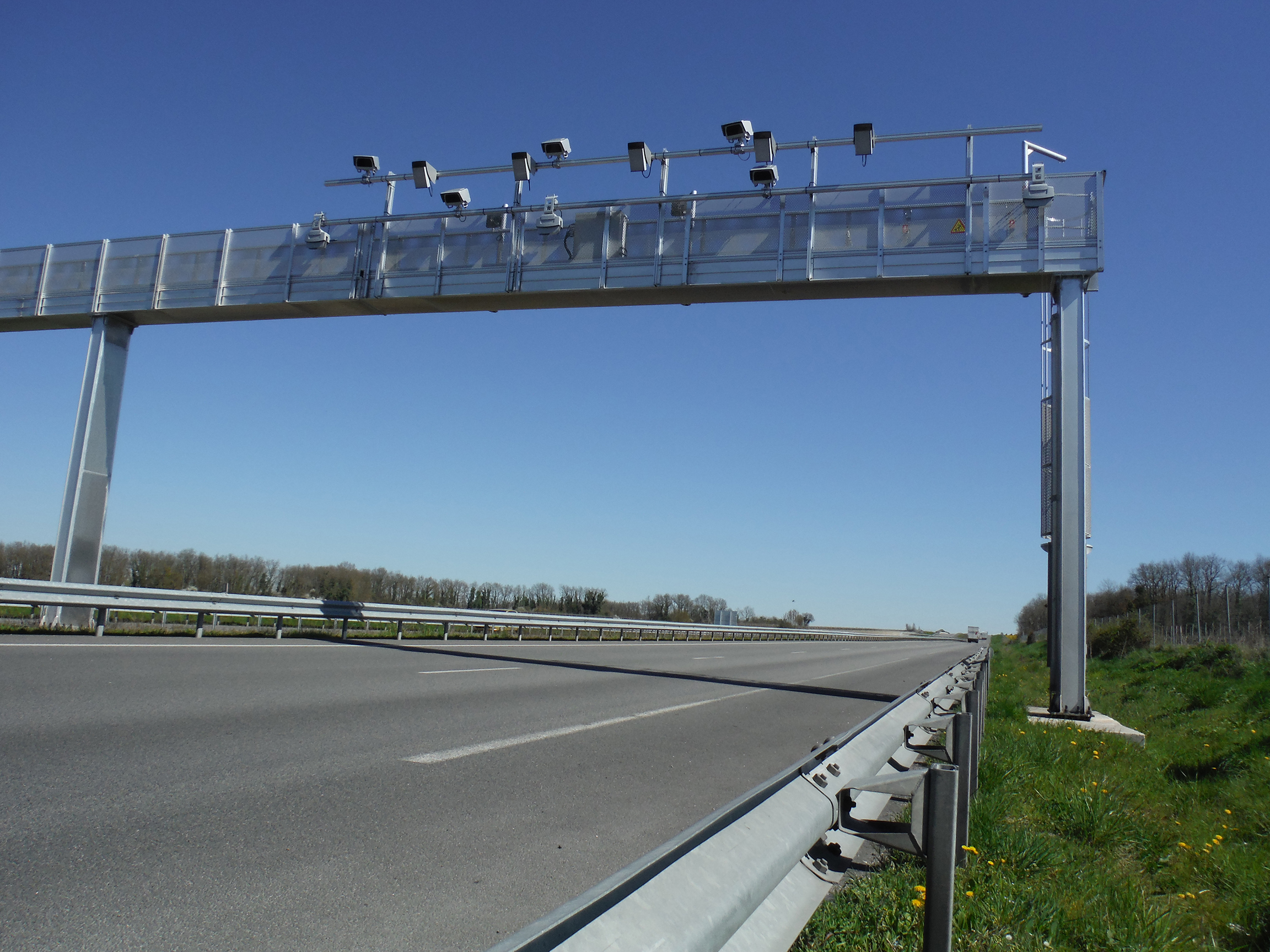
Portique écotaxe au croisement D917 N10.

Dix portiques écotaxe ont été endommagés, démontés ou détruits mais seuls l'endommagement ou le démontage des cinq premiers peuvent être attribués, directement ou indirectement, aux sympathisants des Bonnets rouges :
- 2 août 2013 : Guiclan (Finistère) ;
- 8 octobre 2013 : Melgven (Finistère) ;
- 2 novembre 2013 : Lanrodec (Côtes-d'Armor) ;
- 2 novembre 2013 : Pont-de-Buis-lès-Quimerc'h (Finistère) — portique non endommagé mais démonté à la demande des autorités ;
- 3 novembre 2013 : Saint-Allouestre (Morbihan) — trois personnes condamnées à de peines avec sursis ;
- 28 décembre 2013 : Pontorson (Manche) ;
- 9 janvier 2014 : Jans (Loire-Atlantique) — portique très peu endommagé mais démonté à la demande des autorités ;
- 25 janvier 2014 : Gosné (Ille-et-Vilaine) — portique légèrement endommagé par le feu, resté en place ;
- 2 février 2014 : La Séguinière (Maine-et-Loire) ;
- 9 février 2014 : La Trinité (Manche) ;
- 10 février 2014 : Vernouillet (Eure-et-Loir) ;
- 5 mars 2014 : Gosné (Ille-et-Vilaine) — portique fortement endommagé par le feu et démonté le lendemain.

Le dispositif mis en place comporte aussi de simples bornes de détection d'environ 2 mètres de hauteur et plusieurs de celles qui existaient en Bretagne avaient été vandalisées avant le 10 février 2014.

## Réactions

### Soutiens politiques, syndicaux ou de la société civile
Le mouvement des Bonnets rouges a reçu le soutien d'un certain nombre d'organisations :
Partis politiques :
- Adsav[EL 6]
- Nouveau Parti anticapitaliste (NPA)[EL 7]
- Jeune Bretagne (identitaire)[EL 8]
- Union démocratique bretonne (UDB)[PPR 13]
- Breizhistance[réf. souhaitée]
- Parti breton[réf. souhaitée]
- Organisation communiste libertaire (OCL)[11]
- Breizh-Europa[réf. souhaitée]
- Alliance fédéraliste bretonne (AFB-EKB)[réf. souhaitée]
- Parti pirate - Bretagne[12]

Mouvements syndicaux :
- Force ouvrière (FO), du 28 octobre au 15 novembre 2013[PPN 11], [Note 2]
- Syndicat des travailleurs de Bretagne (SLB)[13]

Associations :
- Bretagne réunie[14]
- Kevre Breizh[EL 9]

### Soutiens artistiques
Une chanson sur les événements de Quimper et Carhaix est écrite en breton par Hervé Cudennec, intitulée Sklerijenn war ar Bonedoù Ruz. Le groupe breton Les Glochos, originaire de Pontivy, a enregistré une chanson sur les Bonnets rouges fin 2013. Des artistes chanteurs sont montés sur scène lors de rassemblements comme Les Frères Morvan, Gilles Servat, Dom Duff, Gwennyn, Plantec, OlavH.

### Opposition
- Jean-Luc Mélenchon, coprésident du Parti de gauche, a qualifié les participants au mouvement des Bonnets rouges de « nigauds »  et les salariés d’« esclaves manifestant pour les droits de leurs maîtres »[PPR 15] Il a également ajouté : « En ce qui concerne les bonnets rouges, il n'y a que le bonnet qui est rouge. Le reste est très blanc. Tout cela est encadré par le Medef, la FNSEA, l'UMP et le FN. Il n'y a rien d'improvisé là-dedans »[16].
- Pascal Durand, secrétaire national d’EELV, a considéré la manifestation de Quimper comme « un rassemblement de productivistes »[PPR 15]
- José Bové, député européen Verts/ALE a déclaré que « les manifestations en Bretagne (contre l'écotaxe) sont manipulées par la FNSEA et le MEDEF qui soutiennent une agro-industrie qui va droit dans le mur. »

### Opinion publique
En décembre 2013, selon un sondage BVA pour Le Parisien, 40  % des Français font confiance à ce type de mouvement spontané « pour agir dans l’intérêt des salariés », tandis que 41 % font confiance aux syndicats et 35  % aux patrons.